# Typ 87 (samobieżne działo przeciwlotnicze)
Typ 87 (jap. 87式自走高射機関砲 87-shiki jisō kōsha kikanhō) – japońskie samobieżne działo przeciwlotnicze uzbrojone w dwa działa Oerlikon kal. 35 mm. Zestaw wykorzystuje zmodyfikowane podwozie czołgu Typ 74.

## Historia rozwoju
Typ 87 został opracowany w 1987 roku przez firmę Mitsubishi Heavy Industries, które dostarczyło podwozie, oraz Japan Steel Works, która odpowiedzialna była za dostarczenie systemu uzbrojenia. Początkowo planowano zastosować podwozie czołgu Typ 61, jednak zrezygnowano z tego pomysłu. Prototyp wykonano w 1983 roku.